# Індустріальні війни
Війна другого покоління — війна індустріальної епохи, де важлива роль відводиться нарізній зброї і масованим артобстрілам з закритих або далеких позицій. Термін введений в 1989 році американським експертом Вільямом Ліндом. Провідна роль відводилася боковим обходам і оточенню противника. Пізніше ці елементи складуть основу воєн третього покоління, однак війни другого покоління залишаються багато в чому позиційними. Центральну роль в стримуванні наступу супротивника вже відводиться кулеметам і колючим дротам. Вирішальна роль відтепер належить не чисельності солдатів, а їх вогневій потужності. Звідси такі важливі елементи війни другого покоління як окоп, траншея, бліндаж, дзот.
У вітчизняній літературі війнами другого покоління називають те, що У. Лінд назвав війною першого покоління

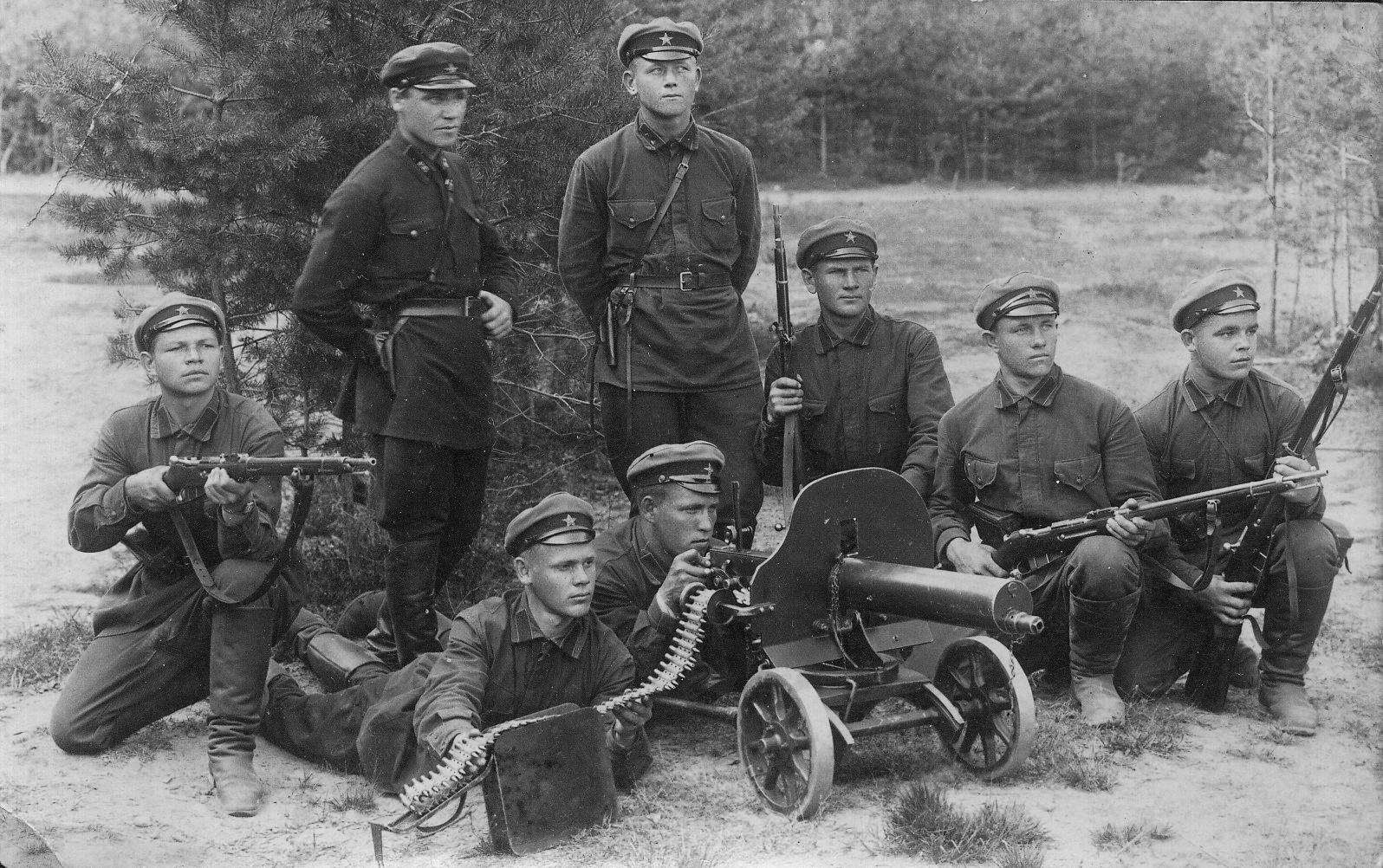
Технологічні розробки, такі як Кулемет Максима дав дрібним військовим одиницям можливість працювати більш самостійно